# Lethocolea radicosa
Lethocolea radicosa là một loài rêu tản trong họ Acrobolbaceae. Loài này được (Lehm. & Lindenb.) Grolle miêu tả khoa học lần đầu tiên năm 1965.